# Saarenkylä (Rovaniemi)
Saarenkylä est  un  village de la municipalité de Rovaniemi en Finlande.

## Description
Le village est situé sur une île, au confluent de la rivière Ounasjoki et du fleuve Kemijoki, à l'Est du centre de Rovaniemi.
L'île et le village sont reliés au continent par les ponts Suutarinkorva et Saarenputaa.
La valtatie 4 traverse la rivière Ounasjoki à l'extrémité occidentale de l'île.
Saarenkylä est aussi traversée par les routes régionales 926 et 934.
La zone résidentielle de l'île est également desservie par la voie de chemin de fer Laurila-Kelloselä.
Saarenkylä à une bonne offre de services: K-Citymarket, Kela, R-kioski, pharmacie, pizzeria, boulangerie, école, centre de santé, opticien, bibliothèque, dentiste et gymnase.
Le parc d'aventure HopLop (fi) est ouvert depuis 2005.

## Galerie

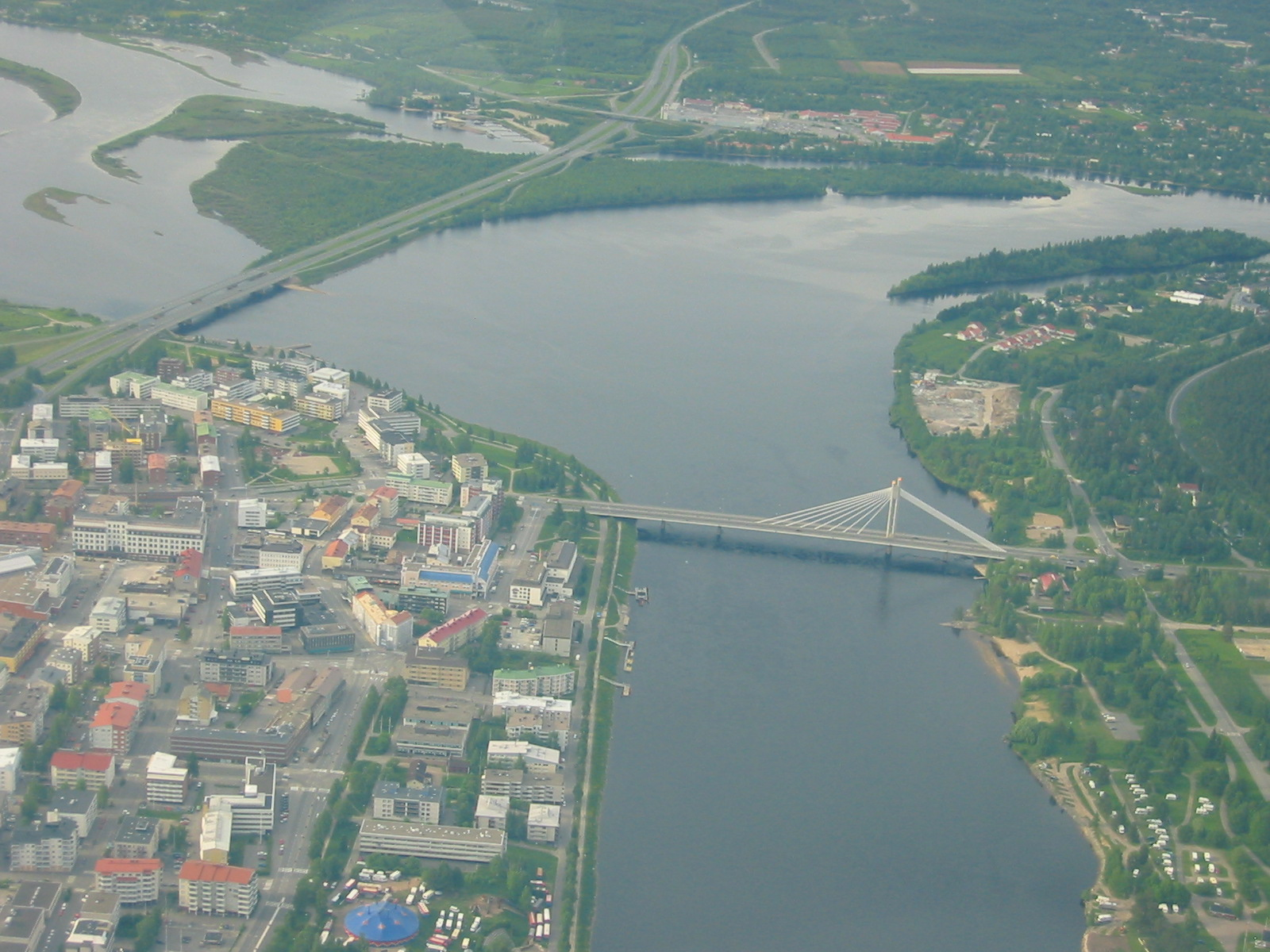
La valtatie 4.
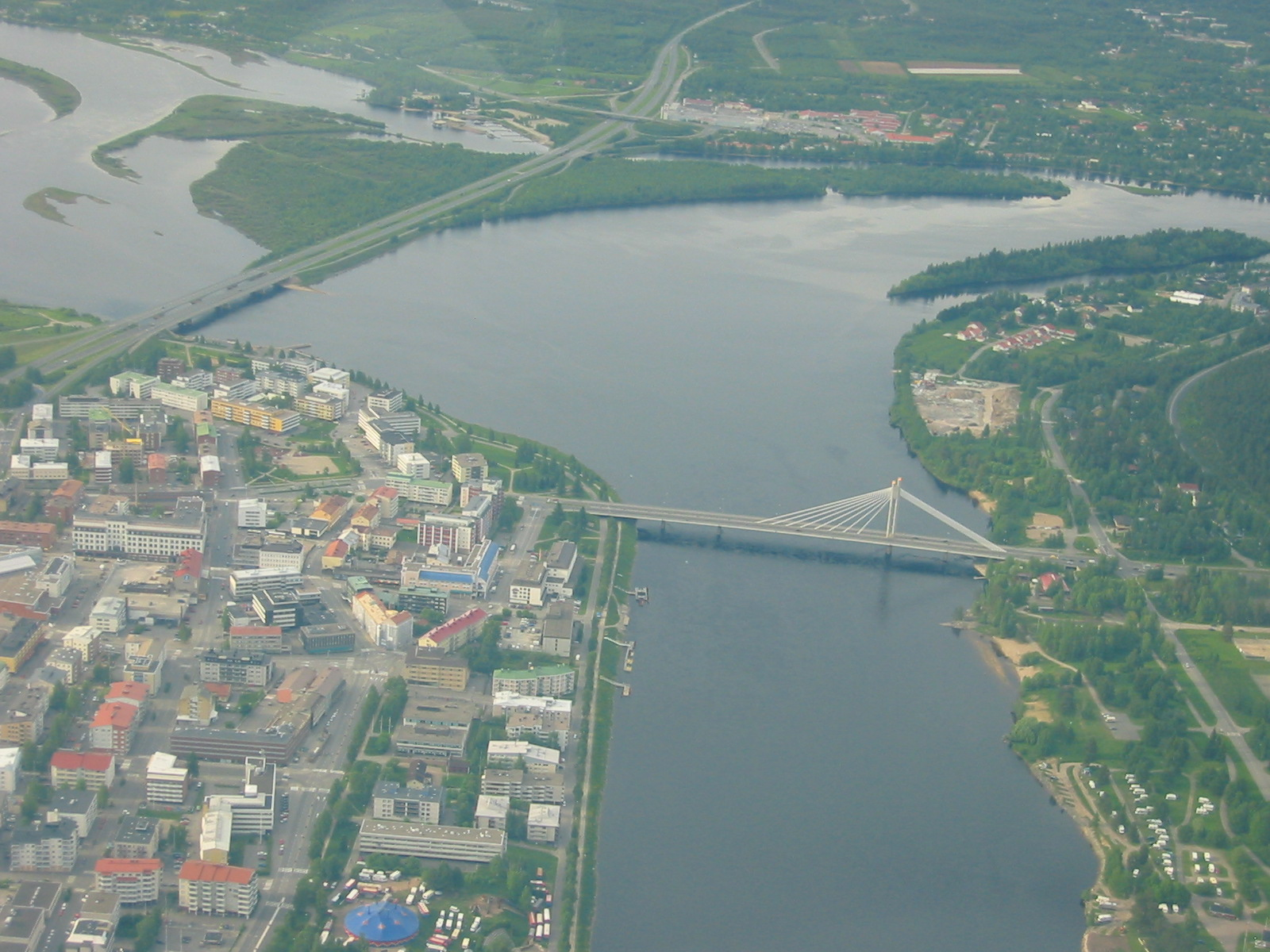
À l'avant plan des maisons de Koskenkylä, sur l'autre rive du  Kemijoki les maisons font partie de Saarenkylä et de Nivavaara.